# 多哥
多哥共和国（法語：République togolaise），通稱多哥（法語：Togo），是位於西非的国家。多哥東部毗鄰贝南、北部接壤布基纳法索、西部鄰接迦納。此外，南部有一小段海岸线面向几内亚湾。多哥首都及最大城市为洛美。

## 历史
从15世纪起，葡萄牙、英国、法国等殖民者侵入沿岸贩卖奴隶，称为“奴隶海岸”。1856年德国势力侵入，1884年成为德国保护国（殖民地），称为多哥兰，直到1918年。一战后，东、西两部分成为英国、法国的委任统治地；二战后成为托管地，法国根据联合国授权对包括加纳等地区的法属多哥兰进行托管，1957年西部并入加纳，1960年4月27日东部托管到期，独立并成立多哥共和国。
1990年代确立多党制，但是军队仍未失去自1967年起几乎持续的执政地位。斯尔法纳斯·奥林匹欧（1901—1963）在1960年多哥独立时就成为总统。当他拒绝626名大部分参加过在印度支那和阿尔及利亚的战争的多哥籍法国退伍军人加入多哥军队时，被那些军人在1963年1月13日发动的政变推翻，他在第二天被杀。非军人出身的总统尼古拉斯·格鲁尼兹奇（1913—1969）上台。但就在四年以后，另一次武装政变发生，格鲁尼兹奇逃离多哥并在象牙海岸的一次车祸中身亡。其中一名发动1963年政变的退伍军人纳辛贝·埃亚德马（1937—2005）于1967年成为总统，直到2005年逝世。他在1998年的选举中几乎被斯尔法纳斯·奥林匹欧的儿子吉尔克里斯特·奥林匹欧击败。2003年，宪法中对总统连任次数的限制被取消后，埃亚德马再次被选为总统。根据埃亚德马的逝世公告，他的儿子福雷·纳辛贝被军队指定为国家元首。非洲联盟形容这次接管为一次武装政变。
2005年4月24日，多哥总统选举举行。4月26日，独立选举委员会宣布多哥人民联盟候选人福雷·纳辛贝获胜。6月20日，组成由埃德姆·科乔为总理的政府。2006年9月20日，组成以总理阿博伊博为首的政府。
2022年6月24日，多哥加入大英國協。

## 地理
多哥座落在西非，南临贝南湾，西接迦纳，东靠贝南，北邻布基纳法索；国境南北狭长。
内陆多丘陵和高地，海拔200-500米；鲍曼峰（Baumann peak）海拔986米，为全国最高点；沿海有沼泽、泻湖和沙洲。在北方有一个轻微起伏的热带草原，中部有山区；南部有一个高原延向布满广阔的礁湖和沼泽地的滨海平原。
多哥为热带草原和热带雨林气候，年降水量800-1800毫米。

## 人口
多哥1998年全国人口约433万，2007年全国人口达到571万，年人口增长率约为2.7%，为世界上人口增长率最高的国家之一。男性平均寿命60.4岁，女性平均寿命63.9岁。

### 宗教
約47.8％的人口宗教是基督教，有33％是當地原始信仰(巫毒教)，18.4％的人信奉伊斯蘭教。

## 经济
这个小型亚撒哈拉经济体严重依赖于商业及少有余粮的农业，占有全国65％的劳动力。可可、咖啡和棉花共同创造了大约30％的出口收入。当收成正常时，多哥能对基础粮食自给自足，伴有偶然的个别地区供应困难。
在工业部门中，虽然遭受了全球磷酸盐价格的下滑和国际竞争的加剧，开采磷酸盐矿到目前为止仍然是最重要的活动。多哥是一个区域性商业和贸易中心。政府在世界银行和国际货币基金组织的支持下，透过十年的努力，实施经济改革措施，鼓励外国投资，使增加的收入符合放缓的支出。但是政治局势的动荡，包括公营和私营机构从1992年持续到1993年的罢工，危害了改革项目，缩小了税基，中断了必需的经济活动。发生在1994年1月12日的一次达50％的货币贬值为重新开始的结构性调整提供了一个重要的推动作用：这些努力在1994年的斗争结束，政治局势趋于明显稳定的时候得到明显加强。经济增长依靠着私有化的坚持到底，政府金融业务的不断开放（去调节增加的公告服务开支），及尽可能地裁军。援助的缺乏，连同可可价格的下降，带来GDP在1998年减少了1％，和1999年的再次增长。如果政治气氛没有变坏，经济增长会在2000-2001年增加到5％。

## 政治
多哥的民主进程已经中断，該國民主制度仍然是初生的和脆弱的。在2005年2月5日逝世的埃亚德马总统在他37年的执政生涯中以一党制统治多哥将近25年。根据宪法，国会议长范巴尔·奥瓦特拉·纳扎巴应接任为总统，等待新一届选举。然而军队宣布埃亚德马总统的儿子，通信部部长福雷·埃亚德马将会接任总统，宣称的理由是纳扎巴在国外。政府同时提议解除纳扎巴的议长职务，并由埃亚德马接任。福雷·埃亚德马，又称福雷·纳辛贝，在国际舆论的抨击下，在2005年2月7日宣誓就职。
2012年7月31日福雷任命奎西·塞莱亚戈吉·阿胡梅－祖努为多哥总理。多哥议会选举于2013年7月25日举行，根据多哥宪法第66条规定，议会选举结束后，政府将辞职。祖努8月27日向福雷提交了辞呈。福雷接受了祖努的辞呈，并要求其所有内阁成员继续处理政府的日常事务，直至新总理的任命。2013年9月6日，福雷再次任命奎西·塞莱亚戈吉·阿胡梅－祖努为政府总理。
2024年，多哥议会批准修宪，将国家体制由总统制改为议会制，创立新的职位，多哥部长会议主席，该职位没有任期限制，并将成为实权领袖，总统则成为礼仪性职位。新体制将被称为多哥第五共和国。

## 行政区划

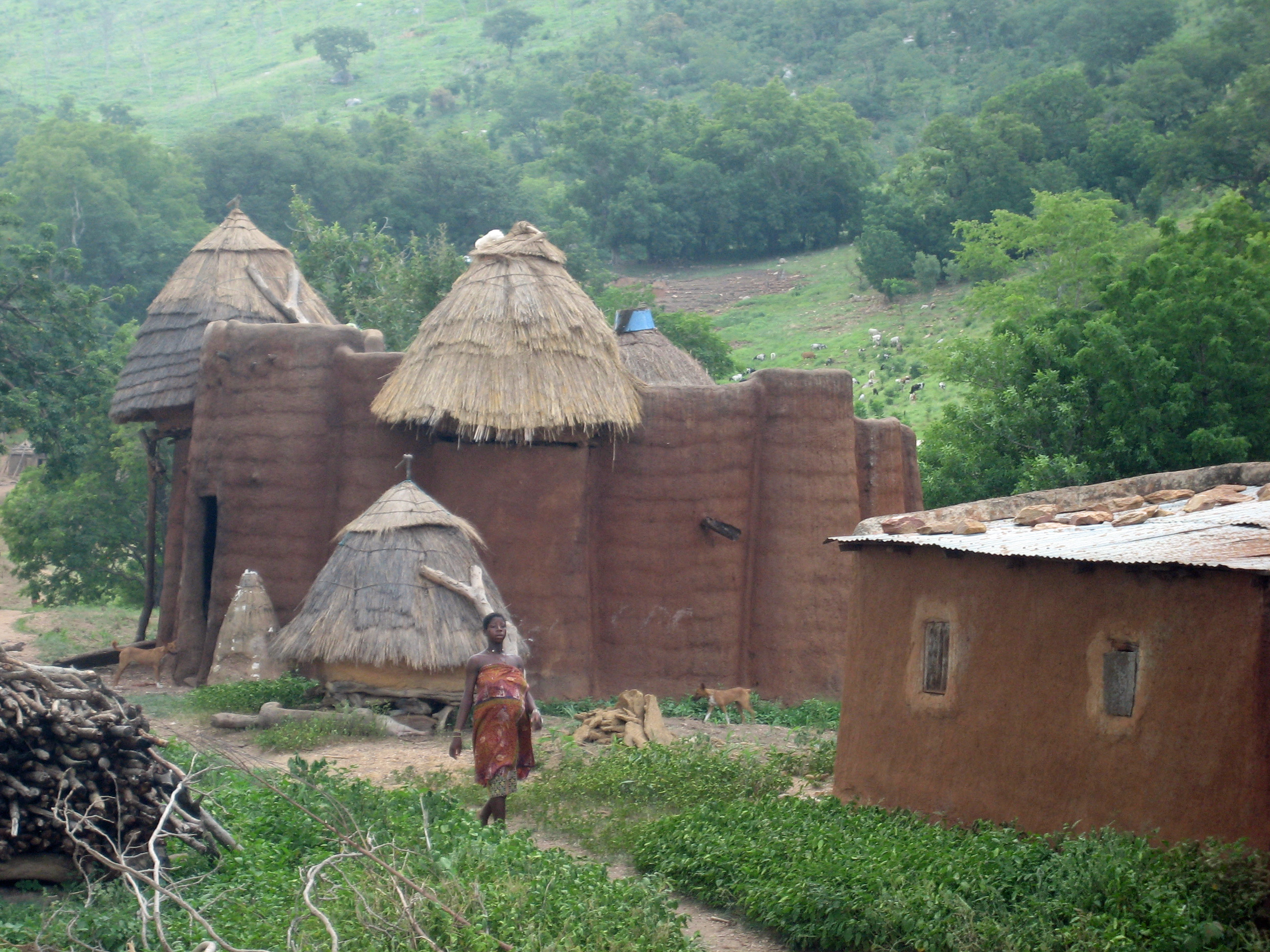
多哥傳統房屋

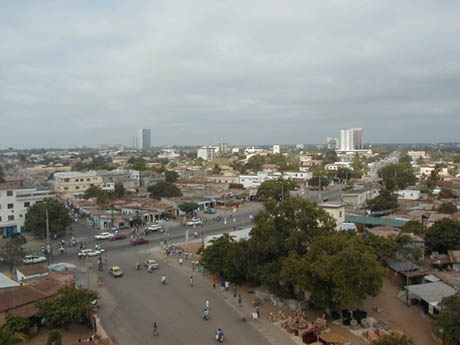
首都洛美

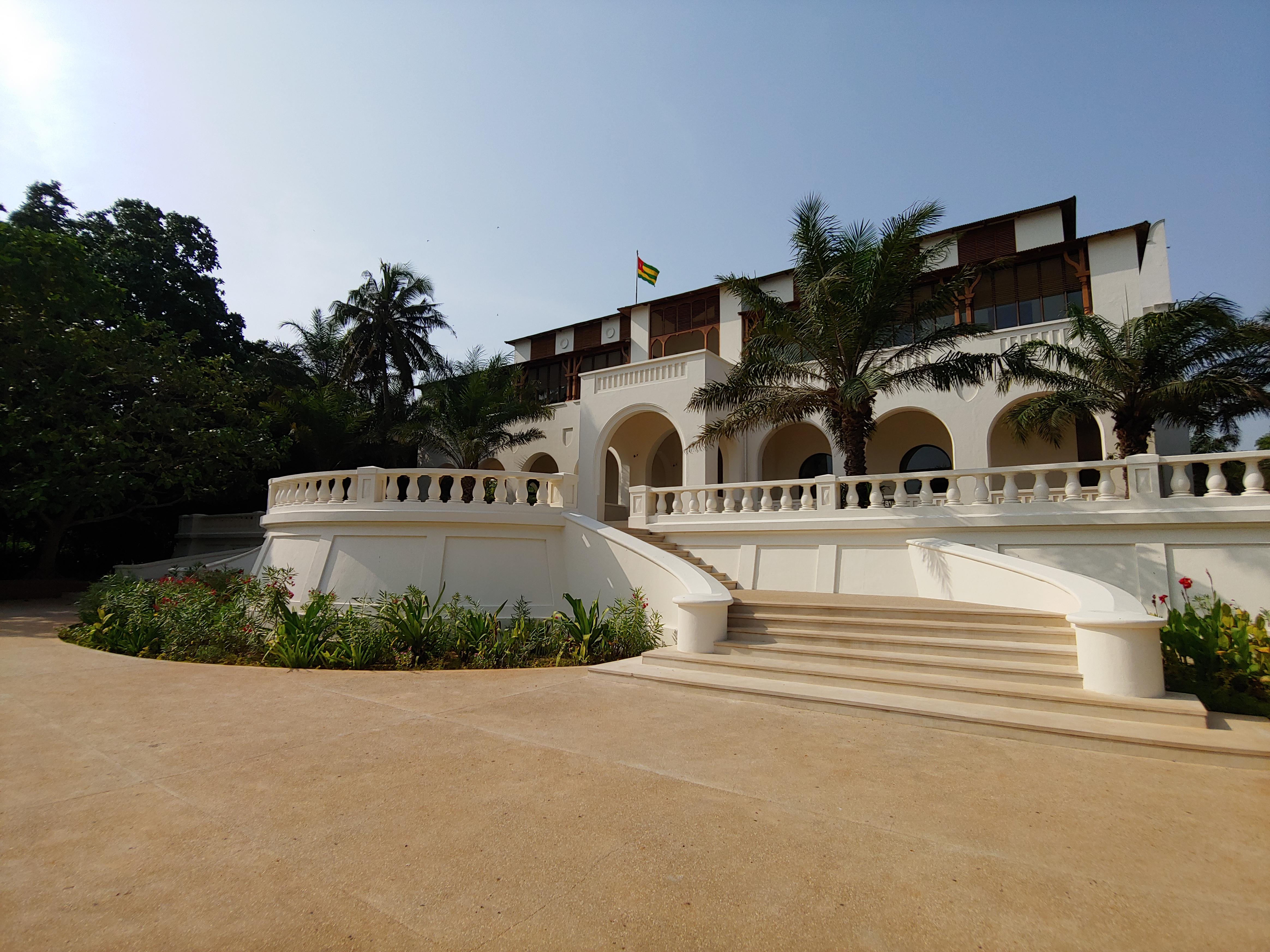
洛美总督府

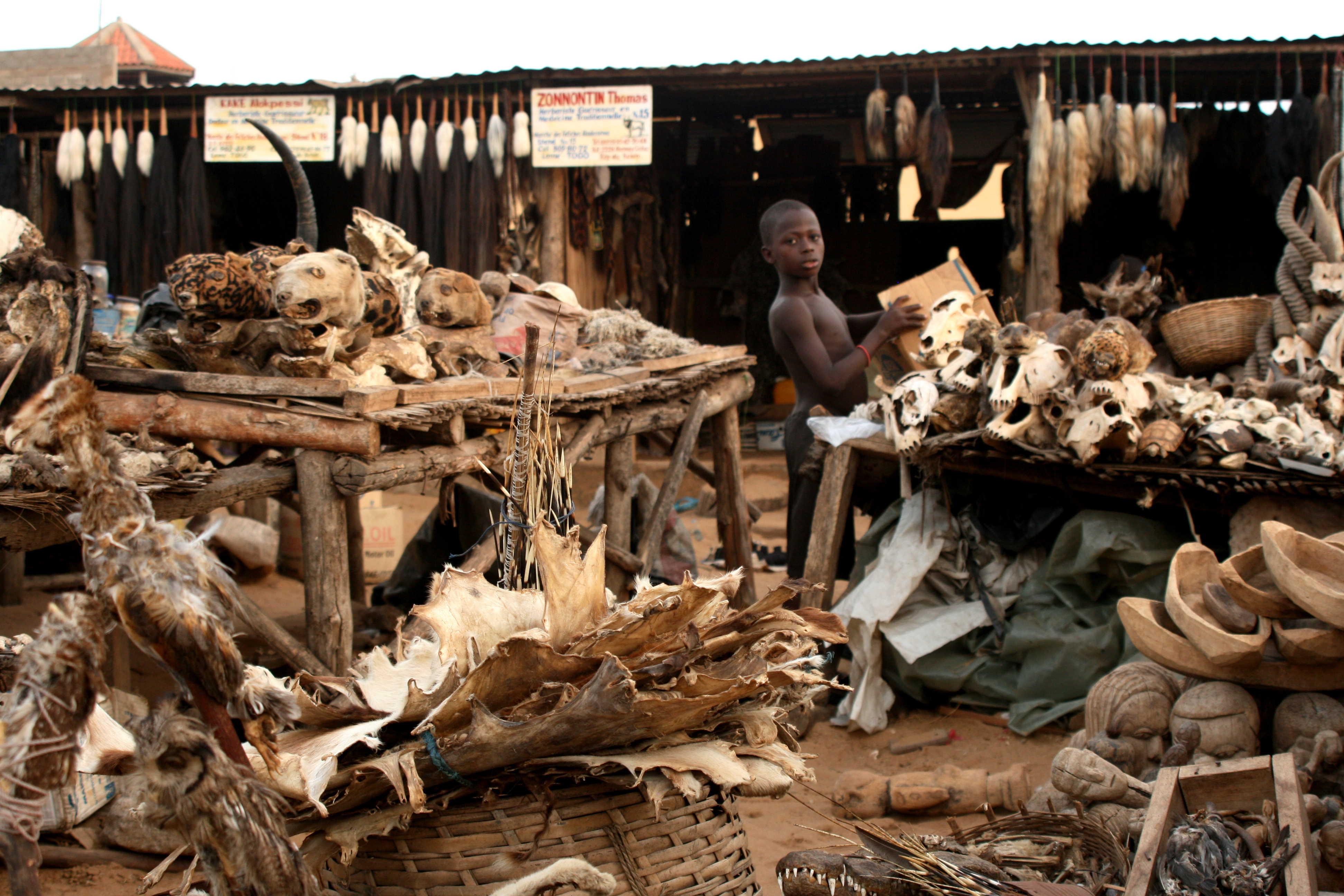
洛美的巫毒拜物市场

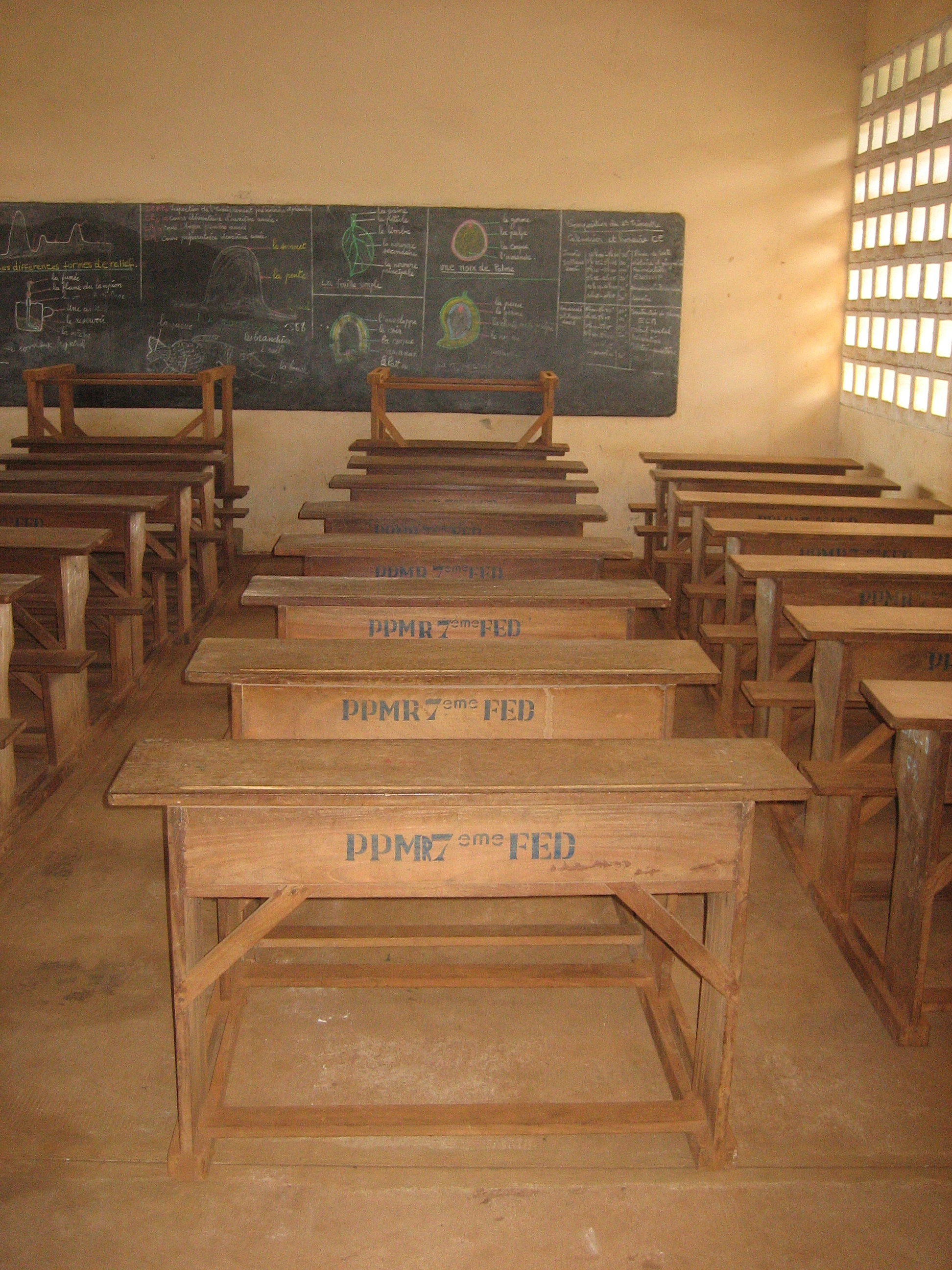
當地教室

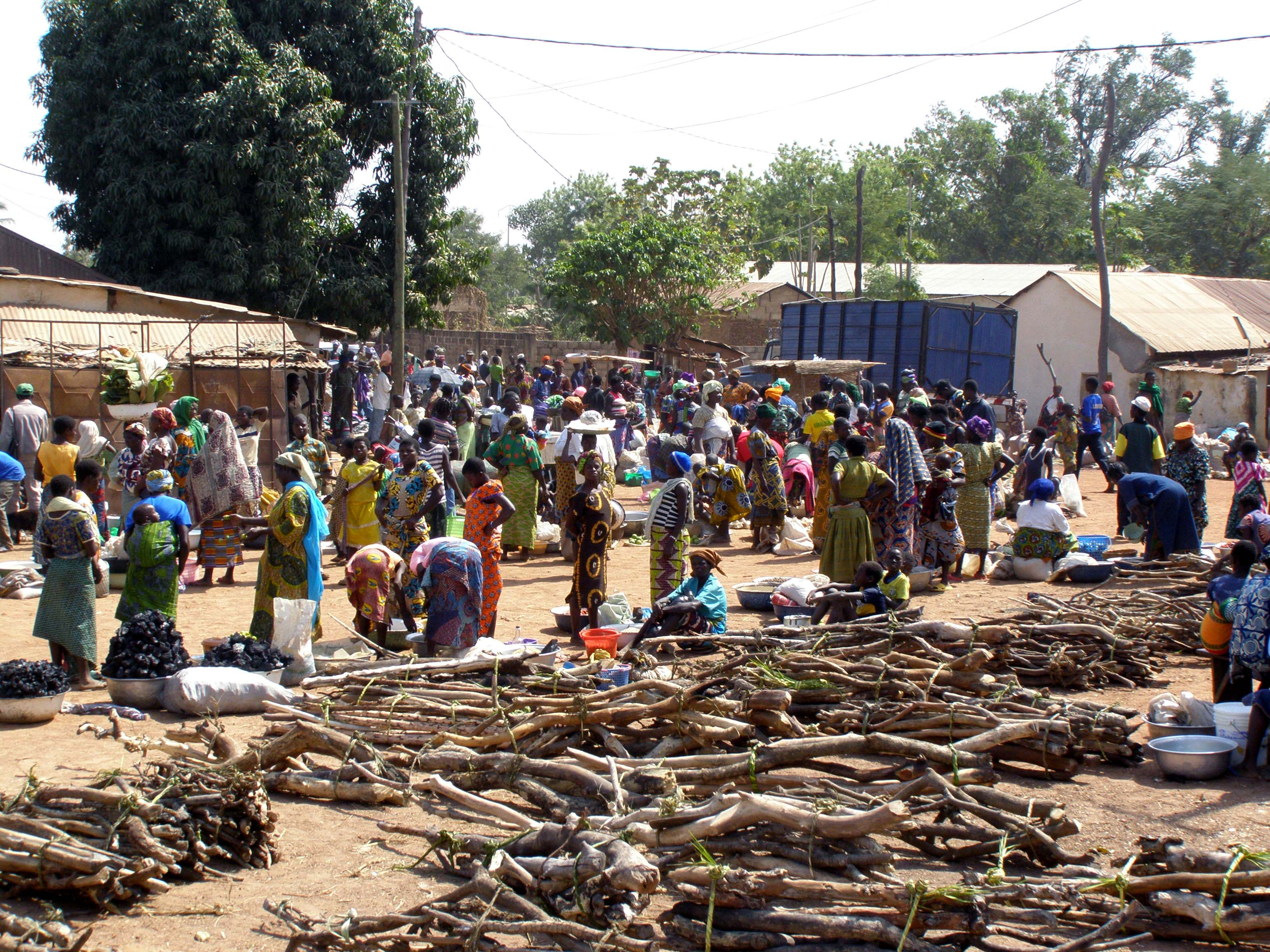
菜市場

多哥分为5个大经济区和30个省（préfectures），如下。
区：
- 中部区（Centrale）
- 卡拉区（Kara）
- 滨海区（Maritime）
- 高原区（Plateaux）
- 草原区（Savanes）

省：
- 布利塔省（Blitta）
- 索图布阿省（Sotouboua）
- 昌巴省（Tchamba）
- 查奥州省（Tchaudjo）
- 阿索里省（Assoli）
- 巴萨省（Bassar）
- 比纳省（Binah）
- 当庞省（Dankpen）
- 杜费尔古省（Doufelgou）
- 凯郎省（Kéran）
- 科扎省（Kozah）
- 阿维省（Avé）
- 海湾省（Golfe）
- 湖泊省（Lacs）
- 沃省
- 约多省（Yoto）
- 齐奥省（Zio）
- 阿古省（Agou）
- 阿穆省（Amou）
- 达依省（Danyi）
- 东莫诺省（Est-Mono）
- 哈霍省（Haho）
- 克罗托省（Kloto）
- 中莫诺省（Moyen-Mono）
- 奥古省（Ogou）
- 瓦瓦省（Wawa）
- 庞扎尔省（Kpendjal）
- 奥蒂省（Oti）
- 唐儒阿雷省（Tandjouaré）
- 托内省（Tône）

另外，首都洛美规划为地级市（commune）。

## 通信
多哥电信公司是多哥政府指定的管理和协调通讯服务行业的国营公司。
2008年固定电话总装机量超过7万台。可覆盖全国16个城市和60多个乡镇地区。截至2009年底，固定电话有28.6万台，投入使用的有17.8万台。全国有移动电话用户161万户。移动通信网覆盖总人口的85%。多哥有两家移动电信运营公司，即多哥移动电信公司，用户达120万，Moov移动电信公司，用户60万。
多哥电信和CAFE信息与电信公司经营互联网业务。上网方式分别有ADSL上网或无线上网两种。

## 军事
多哥军队实行义务兵、志愿兵两种制度。义务兵役期两年。18-25岁的青年均可报名。

## 教育
政府每年教育经费占政府支出预算25%左右。政府重视高等教育改革。多哥有两所大学——-洛美大学（以前称为贝宁大学）和卡拉大学。教育制度分一级教育（小学）、二级教育（初中）、三级教育（高中）和四级教育（大学）。其中小学教育使用法语和本土语言教学，而中高等教育则多使用法语教学。

## 体育
多哥足球隊在2005年10月8日以3-2擊敗刚果民主共和国後，在世界盃非洲區外圍賽第一組中以23分力壓塞內加爾，歷史性打入2006年在德國舉行的世界盃。經過在2005年12月9日舉行的抽籤儀式後，多哥被編入G組，同組對手有法國、瑞士和韓國。經過三場分組賽，多哥一分也拿不到而出局。隊中头号球星為效力英格蘭超級聯賽球隊托特納姆熱刺队的阿德巴约。
2010年1月9日多哥國家足球隊在安哥拉赴非洲国家杯途中遇恐怖分子袭击导致3死8伤。事后当地卡宾达解放组织宣称对袭击负责。非洲杯官员在召开紧急会议以后最终宣布比赛如期举行。尽管多哥政府在事件发生不久后要求召回国家队，队员决定留下来参加比赛“以纪念在这次遇袭中的遇难者”。後來多哥隊是奉其政府的命令打道回國。